# مولفورد بي. فوستر
مولفورد بيتمان فوستر (ولد في 25 ديسمبر عام 1888 وتوفي في 28 أغسطس عام 1978) كان عالم نباتات معروف لدى الكثيرين باسم «أبو البروميلياد» إذ كان له الفضل في اكتشاف وجلب العديد من أنواع فصيلة نبات البروميلياد إلى الولايات المتحدة. كرّس حياته أيضًا للتهجين وساهم على نطاق واسع في تقديم المعرفة حول أنواع النباتات. كان رجلًا يتمتع بالعديد من المواهب، من بينها كونه عالمًا طبيعيًا، وكاتبًا، ومستكشفًا، ومصوّرًا، وفنانًا، وبستانيًا ومهندس مناظر طبيعية معروف في فلوريدا. سميت العديد من نباتات البروميلياد التي تم العثور عليها اليوم بأسماء العديد من أفراد عائلة فوستر، كما تم تسمية جنس الفوستريلا تكريمًا لعمله.

## النشأة
ولد مولفورد في إلمر بولاية نيوجيرسي لأبيه صموئيل بريستون فوستر، محرر صحيفة إلمر تايمز، وأمه فاني بيتمان، ربة منزل لديها شغف بالزراعة وميل فني. نشأ وهو يستكشف الغابات حول منزله في نيوجيرسي تحت توجيه والدته. نشأ مولفورد بإلهامٍ من أمه وهو يصنع حدائق صغيرة خاصة به يزرع فيها النباتات البرية التي جمعها. في نهاية المطاف بدأ بجمع الثعابين والسحالي والزواحف الأخرى كلما سنحت له الفرصة. التحق بالمدرسة وتخرج من ثانوية إلمر عام 1905 وألقى خطاب الترحيب وقضى أوقات فراغه خارج المنزل.

## مسيرته المهنية

### مصرفي / محرر
شجع والد مولفورد ابنه على التعلم في مجال الأعمال التجارية، خشية ألا يكون حبه للطبيعة مربحًا. لإرضاء هذه الحماسة، التحق بمدرسة فيلادلفيا للأعمال وتخرج منها. عمل لمدة 5 سنوات ضمن أفضل مصرفين في فيلادلفيا خلال فترة التدريب والسنة التي تلت تخرجه. في عام 19010 قرر أن يغادر فيلادلفيا وتولى وظيفة ضمن الصحيفة التي يعمل بها والده كمحرر مساعد في إلمر، نيوجيرسي. لكنه عاد إلى فيلادلفيا في غضون سنة.

### عالم طبيعة / محاضر
بعد زواجه في عام 1911، اشترى هو وزوجته أرضًا شمال هاريسبرج، بنسلفانيا في كولد سبرينغز. كانت قطعة أرض كبيرة. كان مولفورد وفريدل يعيشان في بيت متعدد الطوابق مع طابق سفلي وبناء ملحق خاص بالأفاعي. كانت الأرض بعيدة، ولم تتصل بالخدمات سوي من خلال القطار ومحطة قرب منزلهم ومسار للسير. كان لديه مخطط لتجديد إحدى بيوت المزارع القديمة في هذه الأرض، إلا أن ذلك لم يحدث. وفقًا للمؤرخين فإن بيت المزرعة قد احترق في وقت ما من عام 1919 وغادرت الأسرة كولد سبرينغز في وقت ما بعد ذلك. خلال سنوات عمله في كولد سبرينغز، ظل مولفورد منشغلًا في أرضه، ليعيد بناء أساسات نزله السابق، ويزرع بستانًا تنمو في الخضار والفاكهة، ويربي الزواحف وصغار الحمام في بعض الأحيان، إضافة إلى تصميم عبوات مياه النبع التي يستخرجها من تحت الأرض. في زمن مولفورد، كانت مياه النبع وفراخ الحمام يجدان طريقهما إلى المائدة كما في هاريسبرج وفيلادلفيا. جمعت معلومات إضافية عن سكان كولد سبرينغز أوائل العقد الأول من القرن العشرين بمن فيهم عائلة فوسترز، ويمكن العثور عليها في كتاب «موقع فندق كولد سبرينغز».
عمل مولفورد أيضًا في أماكن أخرى للحصول على أموال إضافية. عمل كمدرس للطبيعة في معسكر كينبك في مين حيث كان يذهب في منتصف الصيف. في فصل الشتاء ألقى محاضرة في المدارس والكليات ومجموعات الكشافة الخاصة بالأولاد وكذلك في جمعية الشبان المسيحيين. كان مشهورًا بالفعل كعالم طبيعة ومحاضر. كان مجلس الزراعة في ولاية نيوجيرسي قد أدرك قيمة عمله وقام بالترتيب لإرساله في جولة محاضرة حول الولاية لمناقشة مدى أهمية الثعابين والسحالي والسلاحف في معاهد فارمر التي عقدت في مختلف المقاطعات خلال فصل الشتاء بعد زواجه بفترة وجيزة. كان معروفا لدى الكثيرين باسم «الرجل الثعبان» نظرًا لتخصصه في الزواحف، وجميع أشكال الطبيعة لسنين عديدة. كان متحدثًا ذو كاريزمية وكان دائمًا يسعد جمهوره بحماسه وإبراز الحقائق المضحكة والمثيرة للاهتمام. ذكرت مقالات صحفية أنه كان في حوزته أكبر مجموعة خاصة من الزواحف الحية في الولاية.